# Yad-Thaddag
Yad-Thaddag är en fiktiv gudalik varelse i Cthulhu-mytologin.
Yad-Thaddag är en äldre gud (Elder God) och sägs vara en välvillig motpart till Yog-Sothoth.